# Rosa Mendes
Milena Leticia Roucka (Vancouver, 25 de octubre de 1979) es una luchadora profesional retirada, mánager de lucha libre y modelo canadiense de ascendencia costarricense. Milena es conocida por haber trabajado para la empresa World Wrestling Entertainment (WWE) bajo el nombre Rosa Mendes.
Entre sus logros se destacan un reinado como Reina de FCW y otro como Campeona de OVW. También fue parte del reality show Total Divas.

## Primeros años
Roucka creció y se crio en Vancouver, Columbia Británica y es de ascendencia checa y ostarricense. Roucka fue descrita como una "tomboy" mientras crecía, y una vez fue suspendida de la escuela por comenzar una pelea. Roucka estudió negocios en la Universidad de Columbia Británica, pero dejó los estudios para comenzar una carrera de modelaje. En 2004, se convirtió en la primera americana del norte en ganar la "Piel Dorada", una de las mayores competencias en América Latina de modelaje. En 2005, ganó el concurso Hawaiian Tropic "Señorita. Indy 500", y fue juez del concurso Hawaiian Tropic's "Señorita. Super Bowl".

## Carrera

### World Wrestling Entertainment/WWE (2006-2017)

#### Territorios de desarrollo (2006-2011)
En 2006, Roucka compitió en el WWE Diva Search logrando llegar a ser una de las ocho finalistas. Ganó la primera ronda, la cual era una competencia de baile. Después de ser eliminada el 24 de agosto, la WWE le ofreció un contrato el cual aceptó.
Roucka fue asignada al entonces territorio de desarrollo de la empresa Ohio Valley Wrestling (OVW), debutando como Heel el 4 de abril de 2007 y bajo el nombre de Roucka, donde se convirtió en la mánager del equipo Bad Kompany (Mike Kruel, Shawn Osborne y Eddie Craven). A finales de 2007, Participó en el concurso 'Miss OVW'. En febrero estaba en la esquina de Kruel siendo su mánager donde logró vencer a Boris Alexiev por el OVW Heavyweight Championship. Hizo su debut en el ring el 24 de marzo, perdiendo ante Jennifer Mae. Más tarde esa misma noche, hizo equipo con Beth Phoenix, Katie Lea y Melody, siendo derrotadas por ODB, Serena, Victoria Crawford y Maryse. A mediados de 2007, empezó varios feudos contra sus oponentes Crawford, Phoenix, Lea y ODB. En junio, Roucka infructuosamente reto a ODB por OVW Women's Championship. El 19 de junio, logró ganar un six-way match logrando capturar el OVW Women's Championship. Entonces empezaría un Feudo con Lea, y ganando varios combates sin el título en juego. En noviembre, ella y Kruel perdieron un mixed tag team match siendo derrotados por Atlas DaBone y Lea. El 12 de diciembre, logró vencer a Lea en un "Kiss My Foot" Match con el título en juego. En enero de 2008, Lea venció a Roucka esta vez en un combate sin el título en juego. A mediados de febrero en 2008, la WWE y la OVW terminó su relación con talentos en desarrollo. Después de retener Campeonato de mujeres de la OVW por cinco meses, Roucka lo perdió frente a Katie Lea el 20 de febrero. El 29 de febrero, tuco su último combate en la OVW, haciendo equipo con Josie perdiendo ante Melody y Reggie.
En marzo de 2008, Roucka hizo su debut en Florida Championship Wrestling (FCW), el entonces territorio de desarrollo de la WWE. En su primer combate dentro de la marca, hizo equipo con Nicole Bella perdiendo ante Nattie Neidhart y Victoria Crawford. El siguiente mes, empezó un feudo con The Bella Twins, El cual continuo durante todo el verano. En junio, ella y Brad Allen vencieron a Brianna Bella y Lupo Martínez en un combate de equipos mixto. En julio, nuevamente ambos lograron vencer a Bella y a Johnny Curtis. Esto llevó a roucka a empezar a ser mánager de Allen. En agosto, se alió a Alicia Fox y a Daisy para continuar su feudo contra las Bellas, quienes habían unido fuerzas con Tiffany. El resto del año, luchó contra Fox, Daisy, y Miss Angela. En enero de 2009, Roucka empezó a pelear bajo el nombre de Rosa Mendes, y debutó en Raw. En febrero, Mendes comenzó un feudo contra Miss Angela por la corona de mujeres de la FCW la Queen of FCW, atacando Angela en varias ocasiones y tratando de robarle la corona. El 19 de abrió de 2009 en la Televisión de la FCW, ambas tuvieron un combate con la corona en juego. Doctor X intento atacar a Angela, terminando el combate en descalificación logrando que Angela retuviera la corona. Entonces los dos empezaron a negociar combates para que Mendes ganara los cuales eran combates sin el título en juego durante junio. Alrededor de ese tiempo ella también se alió, con el mánager general de la FCW Abraham Washington, apareciendo junto a él en varias ocasiones. En noviembre de 2010, Mendes desafió a Naomi por Campeona de Mujeres de la FCW en un house show sin embargo no logró ganar. En la Televisión de la FCW durante las grabaciones del episodio del 25 de noviembre, Mendes le hizo un pin a AJ lográndose convertir en la Reina de la FCW. Sin embargo perdió la corona frente a Aksana el 13 de febrero de 2011 en la Televisión de la FCW.

#### 2008-2010

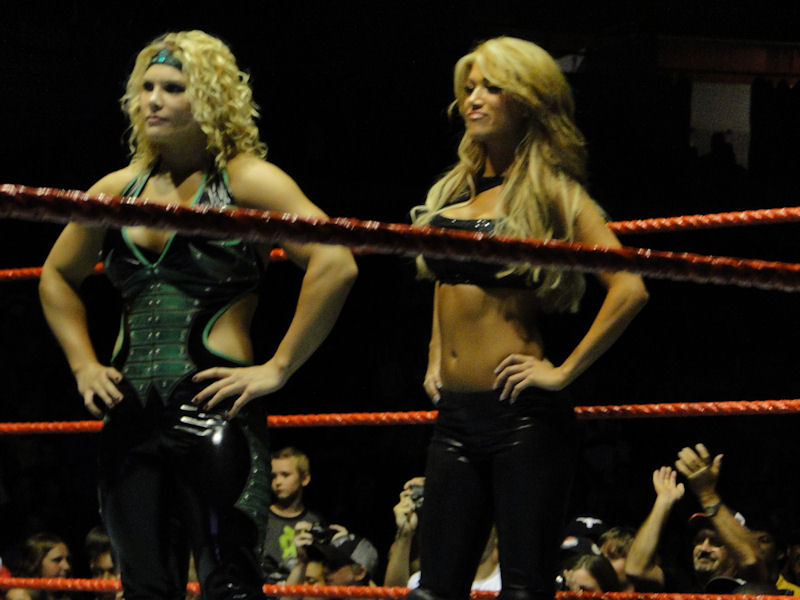
Mendes junto a Beth Phoenix.

El 24 de noviembre de 2008 en Raw, Roucka apareció como una fan, con un cartel declarándose la fan número uno de Beth Phoenix. Durante las siguientes semanas, continuo con sus carteles apoyando a Phoenix. El 22 de diciembre en Raw, El novio de Phoenix /y equipo de compañero Santino Marella la introdujo formalmente como Rosa Mendes. La siguiente semana, salto la barda de contención del público y atacó a la nueva contendiente número uno al Campeonato de Mujeres, Melina, quien estaba atacando a Phoenix. La siguiente semana, Stephanie McMahon dijo que Mendes había sido excluida de los eventos de WWE después de atacar a Melina otra vez. Mendes nuevamente evadió a la seguridad apareciendo como un paparazzo mientras Melina hacia su entrada y atacándola nuevamente.

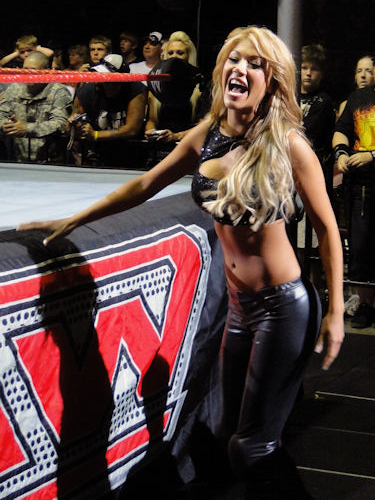
Mendes durante un House Show en agosto de 2009

El 19 de enero de 2009 en Raw, Marella anunció que había contratado a Mendes para que fuera la protectora interna de Phoenix. Mendes acompañó a Phoenix en su combate contra Melina por el Women's Championship El 16 de febrero en Raw, y nuevamente en un dark match en No Way Out de 2009.
El 30 de marzo en Raw, Mendes hizo su debut en el ring del roster principal peleando en un combate en un 18-Divas Tag Team match, en el cual su equipo salió derrotado. En WrestleMania XXV, Mendes participó en el 25 Divas Battle Royal para poder coronar a las Miss WrestleMania, pero no logró ganar, siendo "Santina Marella" proclamándose como la hermana gemela de Santino Marella y siendo el ganador del combate. Phoenix y Mendes entonces empezaron una breve rivalidad contra ambos 'Santina' y Marella, y desafío a 'Santina' por el título de "Miss WrestleMania", sin embargo no tuvo éxito. El 11 de junio en un episodio de Superstars, Mendes tuvo su primera victoria televisada cuando hizo equipo con Beth Phoenix peleando contra The Bella Twins donde Phoenix le hizo un pin a una de las hermanas. Mendes hizo su debut individual peleando contra Mickie James El 15 de junio en Raw, sin embargo perdió el combate. Después de un breve descanso, Mendes y Phoenix regresaron el 27 de julio en un episodio de Raw, haciendo equipo con Alicia Fox perdiendo frente a Mickie James, Gail Kim, y Kelly Kelly.
En agosto de 2009, empezó a ser mánager de Carlito después de hacer equipo con él en un episodio de WWE Superstars el 13 de agosto, vendiendo a Kofi Kingston y a Mickie James en un combate de equipos mixto, y su asociación con Beth Phoenix silenciosamente terminó. El 31 de agosto en Raw, Mendes perdió un Battle royal para ser la contendiente número uno al WWE Divas Championship cuando fue eliminada por Beth Phoenix, después de haber sido empujada contra ella por Gail Kim.
El 12 de octubre de 2009, Mendes fue cambiada de marca donde pasó de Raw a ECW. el 20 de octubre debutó en la ECW, durante un segmento en el backstage junto a la mánager general de la ECW, Tiffany, quien le dio la bienvenida a la marca.
El 3 de noviembre en ECW empezó a distraer a Zack Ryder durante sus combates, quien estaba enamorado de ella. El 25 de noviembre en ECW, Mendes empezó una relación personal y gestionada con Ryder. Era mánager de él durante varios de sus feudos, incluyendo uno con Tommy Dreamer, el cual culminó el 29 de diciembre, cuando venció a Dreammer forzándolo a marcharse de la WWE. En su última aparición en ECW el 16 de febrero de 2010, Ryder y Mendes interfirieron durante el evento principal, y Mendes recibió un spear por parte de Tiffany.
Ryder y Mendes entonces fueron movidos a la marca Raw.

#### 2011-2012
El 5 de abril en Raw Mendes hizo su regreso a la marca, compitiendo en un Battle royal para ser la contendiente número uno al Divas Championship, Sin embargo no logró ganar siendo la ganadora Eve Torres. El 27 de abril, Mendes fue mandada a SmackDown como parte del Supplemental Draft de 2010, siendo separada de Ryder. Ella y Ryder nuevamente se reunieron el 29 de abril en Superstars, donde lo acompañó como mánager logrando una victoria sobre Primo. En su combate debutante en SmackDown, perdió frente a Kelly Kelly.

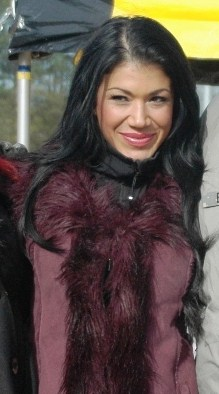
Mendes en Fort Bragg en 2011

El 6 de mayo en un episodio de WWE Superstars, Mendes enfrentó a Beth Phoenix en un combate sin el título en juego en el cual Phoenix logró ganar pero se lesionó la pierna, y como resultado, una semana despua en SmackDown, Mendes recibió un combate con el WWE Women's Championship en juego pero fue expulsada del combate por Vickie Guerrero y fue reemplazada por Michelle McCool y Layla El.
En junio de 2010, Mendes trato de unirse a LayCool (Layla y Michelle McCool), quien esta última se negó y en lugar de eso se burló de ella. Durante los próximos meses, Mendes aparecía en segmentos del backstage haciendo ejercicio para impresionar a LayCool, y le costó a Layla un combate por una distracción de ella. El 17 de septiembre en un episodio de SmackDown, Rosa Mendes cambio a Face haciendo equipo con Kelly Kelly perdiendo ante LayCool. A mediados de 2010, Rosa Mendes aparecía en varios segmentos en el backstage con variadas superestrellas incluyendo a Kane y a Hornswoggle. El 25 de febrero de 2011, Mendes ganó su primer combate individual en SmackDown, venciendo a Layla vía descalificación, después de que McCool la atacara fuera del ring. La siguiente semana, Mendes se reunió con Beth Phoenix, uniendo fuerzas luchando contra LayCool sin embar perdieron el combate. El 25 de marzo en un episodio de SmackDown!, Mendes hizo equipo con Kelly Kelly para perder nuevamente frente a LayCool.
Después de estar un tiempo lejos, Mendes regresó el 27 de mayo en un episodio de SmackDown estableciéndose como Heel, y siendo compañera de equipo y mánager del equipo de Tamina y Alicia Fox logrando ganar venciendo al equipo de las Chickbusters (AJ y Kaitlyn). Ellas nuevamente ganaron la revancha una semana después. El 17 de junio en un episodio de SmackDown, Mendes hizo equipo con Fox y Snuka venciendo a The Chickbusters y a Natalya. El 23 de junio en un episodio de Superstars, las tres perdieron la revancha. El 29 de julio en un episodio de Smackdown, ganaron el combate rubber. El 15 de julio en un episodio de SmackDown, Mendes perdió ante la entonces Campeona de Divas Kelly Kelly en un combate sin el título en juego. El 1 de agosto en un episodio de Raw, Mendes compitió en un Battle Royal para ser la contendiente número uno al Campeonato de Divas, Sin embargo no logró ganar siendo la ganadora Beth Phoenix.

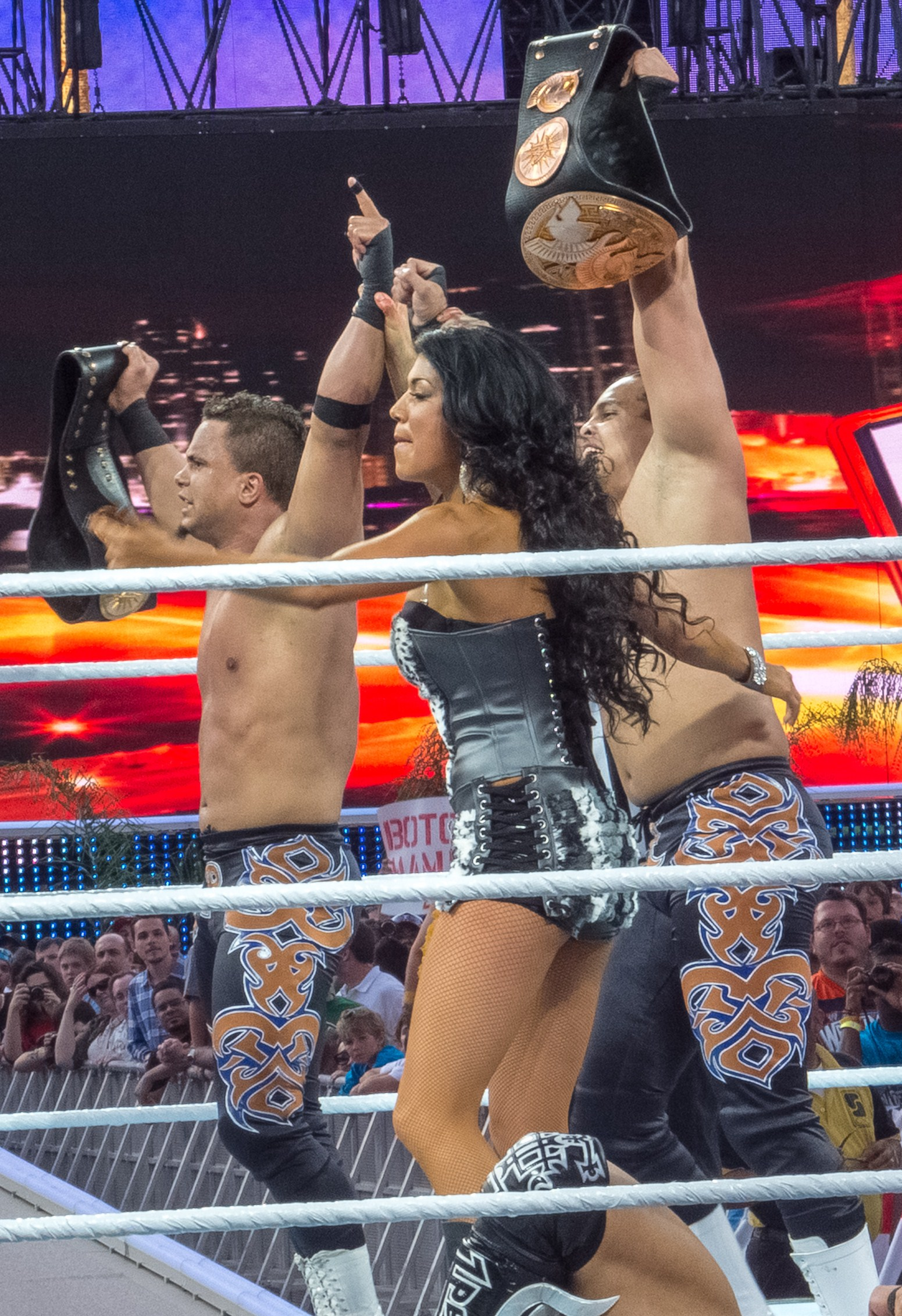
Mendes en WrestleMania XXVIII, junto a Primo y Epico donde lograron retener los Campeonatos en pareja durante el pre-show.

Mendes empezó a ser mánager de Primo & Epico el 1 de diciembre de 2011 en Superstars. El 15 de enero de 2012, en un house show en Oakland, California, Primo y Epico vencieron al equipo Air Boom por los Campeonatos en pareja de la WWE. En el pre-show de WrestleMania XXVIII, ellos defendieron con éxitos sus títulos frente a The Usos, Justin Gabriel y Tyson Kidd en un triple threat combate en equipo. El 30 de abril en Raw, Primo y Epico perdieron los títulos frente a R-Truth y Kofi Kingston.
Primo, Epico y Mendes entonces se unieron a Abraham Washington, hasta que se convirtió en Heel contra ellos en No Way Out de 2012, costándole a ellos el combate y aliándose contra sus oponentes, The Prime Time Players (Titus O'Neil & Darren Young). La siguiente noche en Raw, Mendes, Primo y Epico cambiaron a Face cuando lograron vencer a los Prime Time Players por cuenta a fuera. después de que Young y O'Neil caminaran fuera del combate. En Money in the Bank de 2012, Mendes era mánager de Primo y Epico cuando lograron vencer a The Prime Time Players. Seguido de que A.W. fuera liberado de su contrato con la empresa los tres rápidamente cambiaron a Heels y desde septiembre hasta el fin de año, Primo y Epico tuvieron una streak de varias luchas sin perder.

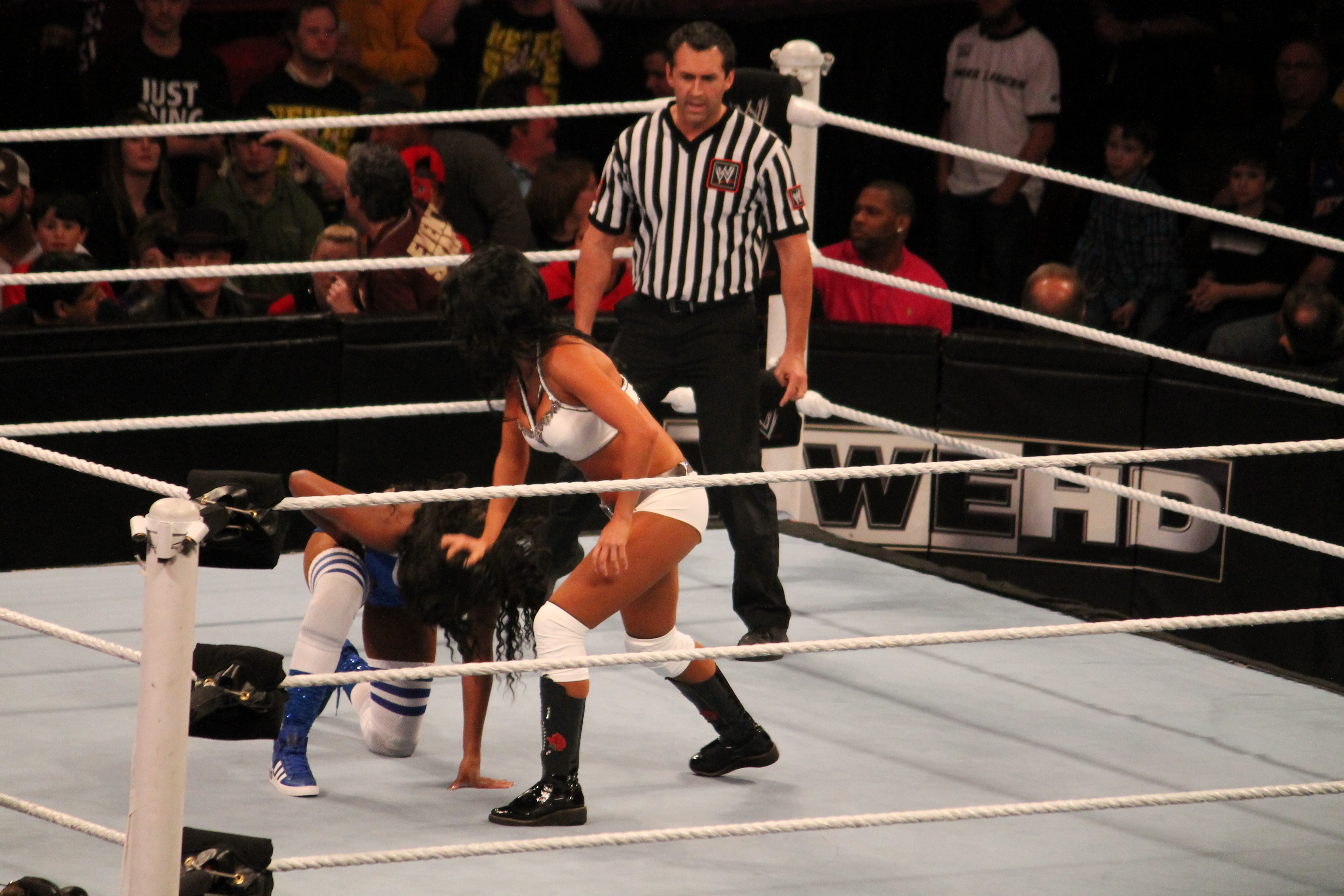
Mendes durante un combate contra Naomi en 2013.

El 19 de noviembre en Raw, Hornswoggle le roció agua en la cara a Mendes con un falso ramo de flores, con el cual trato de atacarlo el 6 de diciembre en Superstars, pero esta vez fue atacada por Natalya. La siguiente noche en SmackDown, Mendes era mánager de Primo and Epico cuando perdieron frente a The Great Khali y Hornswoggle. Durante el combate, hizo que Hornswoggle se tropezara y nuevamente fue atacada por Natalya. El 28 de diciembre en SmackDown, Mendes nuevamente estaba como mánager de Primo cuando perdió frente a Brodus Clay. Después del combate, Mendes confrontó a Clay y esta vez fue atacada por The Funkadactyls (Naomi y Cameron).

#### 2013-2014
El 4 de enero en un episodio de SmackDown, Mendes hizo equipo con Primo y Epico perdiendo frente a Natalya, Hornswoggle y The Great Khali. El 11 de febrero en Raw, Primo y Epico perdieron ante Brodus Clay y Tensai. Después del combate, Mendes confrontó a Tensai y las Funkadactlys la atacaron nuevamente. El 18 de febrero en Raw, Mendes, Epico y Primo perdieron frente a Brodus, Tensai, y Naomi. El 19 de abril en un episodio de Smackdown, los tres perdieron nuevamente frente a Natalya, Hornswoggle y Khali. Este combate se debió a una discusión que tuvieron en el aparcamiento de autos. El siguiente día, en WWE Saturday Morning Slam Rosa, Primo y Epico fueron entrevistados por Natalya, Ellos la insultaron, y como resultado se hizo una revancha contra Natalya, Hornswoggle y Khali la siguiente semana, en el cual perdieron nuevamente.
A mediados de 2013 dejó de ser mánager de Primo y Epico debido a que cambiaron sus gimmicks al de Los Matadores, quedando inactiva por unos meses. Roucka tomó un descanso de dos meses para resolver unos problemas personales en su casa de Costa Rica. Mendes regresó a la televisión el 25 de julio en NXT, Sin embargo no luchó. El 26 de agosto, Mendes regresó en Raw como Face (solamente por esa noche), bailando junto a The Miz antes de su combate, solo para fastidiar a Fandango y a Summer Rae. El 7 de octubre en un episodio de Raw hizo equipo con Aksana y Alicia Fox perdiendo frente a Natalya y las debutantes en la empresa Eva Marie y JoJo.
Mendes junto a las demás Divas empezaron un feudo contra el elenco de Total Divas después de atacar a las Total Divas durante un segmento de sillas musicales el 18 de noviembre en Raw, lo que las llevó a un combate entre Tamina Snuka y Naomi el 20 de noviembre en Main Event, Donde Tamina venció a Naomi, con las Total Divas y las True Divas como mánagers de cada lado del ring. En el evento de pago por visión Survivor Series de 2013, Mendes participó en su primer combate en un evento de pago por visión participando en el tradicional combate en equipo en eliminación de Divas donde participó en el equipo de las True Divas (Rosa Mendes, AJ Lee, Tamina Snuka, Kaitlyn, Summer Rae, Aksana y Alicia Fox) peleando contra el elenco de Total Divas; donde logró eliminar a Cameron antes de ser eliminada por Nikki Bella, finalmente su equipo salió derrotado La siguiente noche en Raw ambos equipos se enfrentaron nuevamente por una revancha, Sin embargo su equipo nuevamente salió derrotado. El 28 de diciembre en el evento Tribute To The Troops Mendes participó en un Battle royal, pero fue eliminada por Naomi. El 31 de diciembre en un episodio de Raw las True Divas derrotaron a las Total Divas, después de que Aksana cubriera a Nikki Bella, tras una distracción por parte de Mendes.
En enero de 2014, el Professional Wrestling Torch Newsletter publicó un ranking del plantel de la WWE; Donde fue clasificada con la más baja calificación en la lista de Divas.
El 6 de abril en WrestleMania XXX tuvo una oportunidad por el Divas Championship, pero no logró ganar siendo AJ Lee quien retuviera el título y ganara la lucha.
El 19 de mayo, se anunció que Mendes formaría parte de la tercera temporada del reality show Total Divas. Tras nuevamente estar ausente algunos meses de la empresa y solo pareciendo en House Shows, Mendes hizo su regreso a la WWE el 23 de junio en un episodio de Raw, tratando de ayudar a Stephanie McMahon en su combate contra Vickie Guerrero apareciendo junto a Layla y Alicia Fox, pero al tratar de ayudar fue aventada a una piscina llena de lodo por Guerrero durante el combate. El 8 de julio en un episodio de Main Event hizo su regreso al ring televisado haciendo equipo con Eva Marie, Summer Rae, Naomi y Natalya en un Handicap de 6-en uno contra Nikki Bella donde su equipo salió victorioso después de una interrupción por parte de ella y que Eva Marie le aplicara un DDT, como parte del castigo de Stephanie McMahon a Nikki Bella. Mendes transicionalmente cambio a Face el 2 de septiembre en un episodio de Main Event, cuando hizo equipo con Natalya perdiendo frente a Summer Rae & Layla, siendo derrotadas por falta de comunicación como equipo, lo que provocó que ambas comenzaran un feudo contra ellas el cual continuo en los shows de Raw y Smackdown perdiendo la mayoría de los combates, Después de tiempo su alianza con Natalya se disolvió . El 31 de octubre en Smackdown participó en un Halloween Costume Battle Royal por ser la retadora #1 al título de AJ Lee, siendo eliminada.

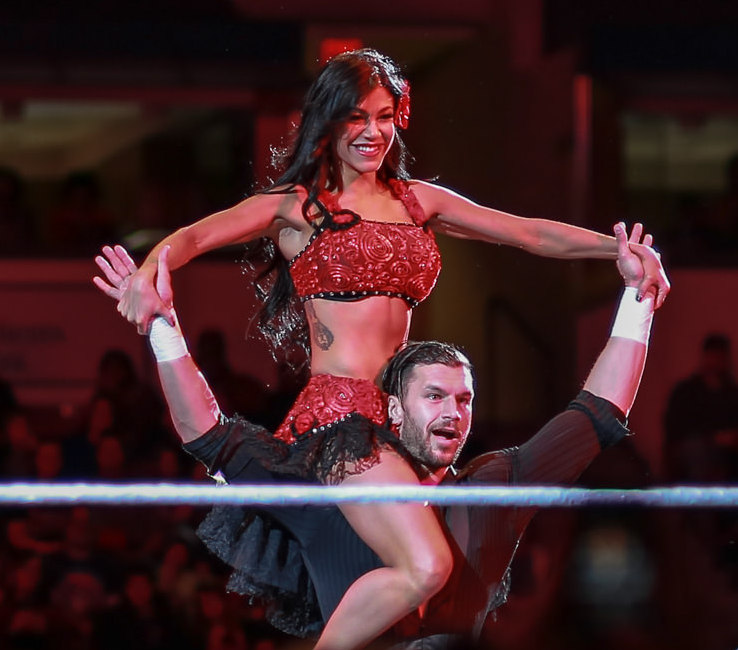
En 2014, Mendes se convirtió en la nueva pareja de baile para Fandango.

El 17 de noviembre durante un episodio de Raw, se anunció que Mendes haría su regreso como pareja de baile para Fandango y haría su primera aparición junto a él en el pre-show de Survivor Series, durante el evento Fandango venció a Justin Gabriel con el nuevo gimmick de un Bailarín de Salsa y con nueva música de entrada.
El 15 de diciembre en el WWE Tribute to the Troops luchó en un Santa´s Helper Divas Battle Royal, pero fue ganada por Naomi.

#### 2015-2017
A lo largo de 2015 acompañó a Fandango a todos sus combates, en donde ganaba la mayoría de ellos y en febrero tuvieron un corto cambio a face. El 13 de abril, participó en un #1 Contender’s Divas Battle Royal donde eliminó a Natalya y Summer Rae, antes de ser eliminada por Emma, siendo Paige la ganadora del combate.
Ese mismo día, Fandango terminó se relación con ella. El 20 de abril en Raw apareció tras el combate de Adam Rose contra Ryback socorriendo a este y empezando a acompañar a Adam Rose en sus luchas. El 27 de abril distrajo a Fandango en su lucha contra Adam Rose, después del combate beso a este último. En los backstage de mayo se pudo observar a Adam Rose y Rosa Mendes besándose en varias ocasiones.
El 15 de junio en Raw rechazo hacer una alianza con Paige junto con las demás Divas (Summer Rae, Alicia Fox, Emma, Layla, Tamina y Naomi) para que la acompañaran en su lucha en desventaja contra The Bella Twins. En junio, Adam Rose y Rosa Mendes tuvieron un pequeño feudo con Dolph Ziggler y Lana, para ver quien era mejor pareja. 
Cuando anunció su embarazo el 6 de agosto, Mendes comenzó a fungir como corresponsal de WWE.com para SmackDown en octubre. El mismo mes, se fue de baja por maternidad, y dio a luz el 13 de febrero de 2016. Se retiró de WWE exactamente un año después, el 13 de febrero de 2017.

### Circuito independiente (2018)
En 2018, Roucka anunció que está regresando a la lucha profesional. El 19 de mayo, Roucka hizo su primera aparición en la lucha libre en MCW Pro Wrestling bajo su nombre en el ring de la WWE "Rosa Mendes", cuando se unió al exluchador de la WWE Adam Rose, que juntos derrotaron exitosamente al equipo de Gia Scott y Joe Keys.

## Otros medios
Roucka actuó en comerciales de Costa Rica para marcas como Trident (goma de mascar), Lux y Chrysler en 2004. Protagonizó un comercial de Bodog.com en 2005.

### Apariciones Videojuegos y T.V
| Videojuegos | Videojuegos                         | Videojuegos | Videojuegos                                          |
| Año         | Título                              | Rol         | Notas                                                |
| ----------- | ----------------------------------- | ----------- | ---------------------------------------------------- |
| 2005        | Need for Speed: Most Wanted         | Isabel Díaz | Voz                                                  |
| 2015        | WWE 2K16 y WWESuperCard (Season: 2) | Ella Misma  | (Debut en juegos de WWE)-Mánager/Carta desbloqueable |
| Televisión  |                                     |             |                                                      |
| Año         | Título                              | Rol         | Notas                                                |
| 2014-2016   | Total Divas                         | Ella Misma  | Cameo Papel principal (Temporada 3, 5)               |

## Vida personal

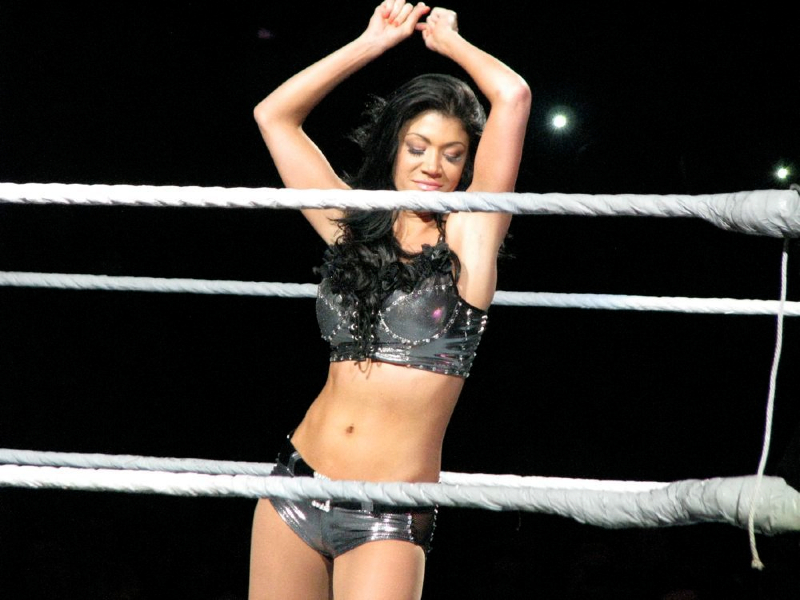
Rosa Mendes (2 de septiembre de 2012)

Roucka ha entrenado kickboxing, Muay Thai y Jiu-jitsu brasileño. Milena cita a Trish Stratus como su inspiración para convertirse en luchadora profesional. Tiene un tatuaje Chino el cual consiste en una alas adornadas y un halo, y lo tiene en el lado derecho de su cintura. El 18 de mayo de 2012, sufrió un Latigazo cervical en un choque de auto.
Anteriormente estaba comprometida con el luchador Steven Slocum, conocido como Jackson Andrews. El 5 de agosto de 2012, Roucka presentó cargos en contra de Slocum con el departamento de policías de San Antonio, por un incidente en su casa en Las Vegas. Ella dijo que estaba asustada de que Slocum la matara, y que el abuso era un problema constante. La policía fotografió rasguños y moretones en su cuerpo, por lo que estuvo ausente la noche siguiente en el show RAW.
En abril de 2013, Roucka fue enviada a casa de su gira en Europa por problemas personales en su casa. Más tarde agradeció a sus fanes por su preocupación y apoyo en Twitter, y dijo que estaba OK. La WWE dijo que ella tendría su regreso una vez que arreglara sus problemas en casa. En Total Divas, Mendes declaró que había estado en rehabilitación durante ese tiempo. Roucka «salió del clóset» como bisexual en 2014.
El 13 de febrero de 2016, dio a luz a su hija, Jordan Elizabeth.

## Campeonatos y logros
- Florida Championship Wrestling
  - Queen of FCW (1 vez)[14][117]

- Ohio Valley Wrestling
  - OVW Women's Championship (1 vez)[10][117][118]

- Pro Wrestling Illustrated
  - Situada en el Nº42 en los PWI Female 50 en 2008.[119]
  - Situada en el N°50 en los PWI Female 50 de 2009.[120]

- World Wrestling Entertainment
  - Slammy Award Por mejor uso de equipos de ejercicio (2010)[117][121][122]

- Wrestling Observer Newsletter
  - Peor lucha del año (2013) con AJ Lee, Aksana, Alicia Fox, Kaitlyn, Summer Rae & Tamina Snuka vs. Brie Bella, Cameron, Eva Marie, Jo Jo, Naomi, Natalya & Nikki Bella el 24 de noviembre[123]